# 芦苞关夫子庙
芦苞关夫子庙又称芦苞武帝庙、芦苞关帝庙，是一座清代的关帝庙，位于中国广东省佛山市三水区芦苞镇内的范街，为清代古建筑，始建于清嘉庆初年（约1797年），光绪乙未年（1895年）、民国初年、2002年重修。1997年7月17日公布为三水市文物保护单位。
该关帝庙坐北朝南，原面积约250亩，供奉关帝圣君（关羽）。庙内的木雕、砖雕、石雕保存状况良好，庙门有梁士诒书写的石刻对联：“日月同盟汉室匡扶擎一柱，湖山依旧胥江清冽鉴孤忠”。其附近即为广东省文物保护单位的胥江祖庙（芦苞祖庙）。